# Улица 21 Съезда КПСС (Салават)
Улица 21 Съезда КПСС  — улица в западной части города Салавата, в 111-м и 116-м кварталах.

## История
Застройка улицы началась в 1952 году. Застроена частными 1—2-этажными частными домами. В левой части улицы — садовые участки.
В начале улицы расположены бывшие казармы в 5-этажных зданиях, в которых ныне живут салаватцы.

## Трасса
Начинается от садовых участков и проходит до кладбища. Имеет сильный уклон в сторону центральной части города.

## Транспорт
По улице 21 Съезда КПСС ходит автобус № 7 и маршрутки.

## Учреждения
Автомастерская г. Салавата: ул. 21-го Съезда КПСС, д. 108а
Предприятия по изготовлению памятников.